# Portezuelo (Jalisco)
Portezuelo es una localidad mexicana ubicada en el estado de Jalisco, dentro del municipio de La Barca.

## Geografía
Portezuelo se localiza en el norte del municipio de La Barca, en el este de Jalisco. Se encuentra a una altura media de 1558 m s. n. m. y cubre un área de 1.06 km².

## Demografía
De acuerdo con el censo realizado en 2020 por el Instituto Nacional de Estadística y Geografía, en Portezuelo había un total de 2797 habitantes, de los que 1424 eran mujeres y 1373, hombres.
En dicho censo se registraron 1028 viviendas, de las que 736 se encontraban habitadas. El promedio de ocupantes por vivienda particular habitada era de 3.8, mientras que por habitación era de 0.96 personas.
| Gráfica de evolución demográfica de Portezuelo entre 1900 y 2020 |
|                                                                  |
| Fuente: Instituto Nacional de Estadística y Geografía.           |